# Tada Mitsuyori
Tada Mitsuyori (多田満頼?   1501 - 1563) fue un sirviente del clan Takeda durante el período Sengoku de la historia de Japón.
Mitsuyori era nativo de la Provincia de Mino y servía para Takeda Nobutora y después de que Takeda Shingen tomó el liderazgo del clan, continuó sirviendo bajo las órdenes directas de Itagaki Nobutaka. Mitsuyori se desempeñó como Capitán de infantería durante el curso de 29 conflictos entre los que se destacan la Batalla de Sezawa de 1542 y la Batalla de Uehara de 1542.
Mitsuyori falleció en 1563 y fue considerado como uno de los famosos Veinticuatro Generales de Takeda Shingen.